# Ritonia
Ritonia, biljni rod iz porodice primogovki smješten u podtribus  Whitfieldiinae, dio tribusa Whitfieldieae,  potporodica Acanthoideae. Sastoji se od dvije vrste Madagaskarskih endema Opisan je u Bulletin de la Société Botanique de France 109: 134. 1962.  

## Vrste
1. Ritonia barbigera Benoist
2. Ritonia humbertii Benoist